# Huangfang
Huangfang är en socken i sydöstra Kina. Den ligger i Jianning härad i staden Sanming i provinsen Fujian, omkring 260 kilometer nordväst om provinshuvudstaden Fuzhou. Antalet invånare är 6 403. Befolkningen består av 3 030 kvinnor och 3 373 män. Barn under 15 år utgör 14,0 %, vuxna 15-64 år 73 %, och äldre över 65 år 11,0 %.